# English Electric Canberra
English Electric Canberra je britanski dvomotorni reaktivni bombnik, ki so ga razvili v 1940ih in je bil tako eden izmed prvih reaktivnih bombnikov. Predstavljal je velik napredek od propelerskih (batno gnanih) bombnikov. Zaradi velike višine leta (rekord je bil 21430 m) ga je bilo izredno težko prestreči z lovci tistega časa. Uporabljal se je tudi kot izvidnik in letalo za elektronsko bojevanje. Dalo se ga je oborožiti tudi z jedrskim orožjem. Zgradili so slabih tisoč letal, ki jih je uporabljalo več kot 15 držav. RAF je svoje zadnje letalo upokojila leta 2006, po več kot 50 letih uporabe.

## Specifikacije(Canberra B(I)6)
Podatki iz Combat Aircraft Recognition; March, P. R. Combat Aircraft Recognition. London: Ian Allan Ltd, 1988. ISBN 0-7110-1730-1.
Splošne karakteristike
- Posadka: 3
- Dolžina: 65 ft 6 in (19,96 m)
- Razpon kril: 64 ft 0 in (19,51 m)
- Višina: 15 ft 8 in (4,77 m)
- Površina kril: 960 ft² (89,19 m²)
- Teža praznega letala: 21650 lb (9820 kg)
- Naložena teža: 46000 lb (20865 kg)
- Maks. vzletna teža: 55000 lb (24948 kg)
- Pogon letala: 2 × Rolls-Royce Avon R.A.7 Mk.109 turboreaktivni motor, 7400 lbf (36 kN) vsak

 Zmogljivost 
- Maks. hitrost: Mach 0,88 (580 mph, 933 km/h) na višini 40000 ft (12192 m)
- Bojni radij: 810 milj (700 nm, 1300 km)
- Največji doseg: 3380 milj (2940 nm, 5440 km)
- Višina leta: 48000 ft (15000 m)
- Hitrost vzpenjanja: 3400 ft/min (17 m/s)
- Obremenitev kril: 48 lb/ft² (234 kg/m²)
- Razmerje potisk/teža: 0,32

Oborožitev

- Strelno orožje: 4x avtomatski top 20 mm Hispano Mk.V, vsak s po 500 naboji ali 2x 0,30 in (7,62 mm) strojnici
- Rakete: 2x izstreljevalca raket, vsak s 37x 51 mm raketami, ali 2x izstreljevalca raket Matra, vsak s 18x SNEB 68 mm raketami
- Izstrelki: Širok izbor vodljivih raket
- Bombe: Do 3628 kg bobmnega tovora v notranjem prostoru in na dveh podkrilnih nosilcih. Možna tudi obrožitev z jedrskim orožjem